# نصف السماء (فلم)
نصف السماء هو فيلم مغربي من إخراج عبد القادر لقطع سنة 2015، وبطولة كل من أنس الباز، صونيا عكاشة، بثينة الفكاك، وآخرين.
يدور الفيلم حول الحياة النضالية للشاعر المغربي عبد اللطيف اللعبي. وينطلق سيناريو الفيلم من رواية «خَمْرُ صُبَّار الألويس» للكاتبة الفرنسية المغربية «جوسلين اللعبي»، زوجة عبد اللطيف اللعبي.

## القصة
تدور قصة الفيلم حول مسار الكاتب المغربي عبد اللطيف اللعبي في مرحلة السبعينيات من القرن الماضي، لكن بلسان زوجة اللعبي، جوسلين، التي استأسدت في الدفاع عن حق زوجها في معانقة الحرية. حيث عرض الفيلم لموضوع الاعتقال السياسي خلال سنوات الرصاص، وبطولات من خارج السجن جسدتها أمهات سجناء رأي وزوجاتهم وشقيقاتهم ورفيقاتهم اللواتي «يحملن نصف السماء» كما تقول الحكمة الصينية.
كما يتحدث من خلال تركيزه على الجانب الإنساني في موضوع الاعتقال، عن الثمن الغالي الذي قدمته هؤلاء النسوة من خلال تضحياتهن الجسيمة لتأمين الإفراج عن أحبائهن، مستذكرا بالمناسبة روحي سعيدة وإيفلين وغيرهما.

## روابط خارجية
- مقالات تستعمل روابط فنية بلا صلة مع ويكي بيانات
- فيلم «نصف السماء» صورة للنضال في عصر «سنوات الرصاص»